# Микрометр
Микроме́тр (русское обозначение — мкм, международное — µm; от  μικρός «маленький» + μέτρον «мера, измерение») — дольная единица длины в Международной системе единиц (СИ). Равен одной миллионной доле метра (10−6 метра или 10−3 миллиметра): 1 мкм = 0,001 мм = 0,0001 см = 0,000001 м= 1000 нм. 
То же, что микрон (мк, µ), — это название официально использовалось в 1879—1967 годах, затем было отменено решением XIII Генеральной конференции по мерам и весам (1967/1968) и подлежит изъятию из обращения.
Приставка микро-, служащая в СИ для образования дольных единиц, принята XI Генеральной конференцией по мерам и весам в 1960 году одновременно с принятием СИ в целом.

## Применение

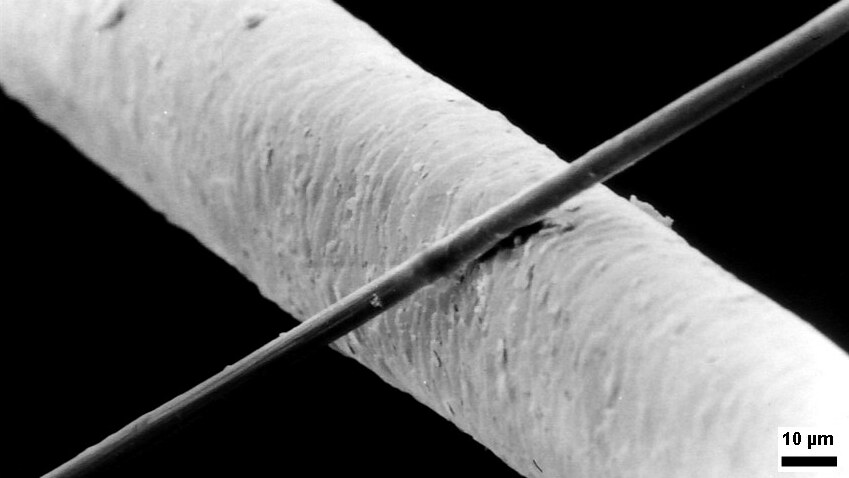
Углеродная нить диаметром 6 мкм по сравнению с человеческим волосом диаметром 50 мкм

Микрометр является стандартной единицей, в микрометрах выражается допуск отклонений от заданного размера (по ГОСТу) в машиностроительном производстве и почти в любом производстве, где требуется исключительная точность размеров. В этих единицах также выражается длина волн инфракрасного излучения.
Для лучшего представления этой единицы длины можно привести следующие примеры:
- длины волн видимого человеком света лежат в диапазоне от 0,38 (фиолетовый цвет) до 0,78 мкм (красный)[4];
- диаметр эритроцита составляет 7 мкм[5];
- толщина человеческого волоса — от 40 до 120 мкм[6].